# Michel Herr
Vous pouvez aider à l'améliorer ou bien discuter des problèmes sur sa page de discussion.
- Cet article biographique nécessite des références supplémentaires pour assurer sa vérifiabilité. (Marqué depuis mars 2024)
- Son contenu est rédigé entièrement ou presque à partir d'une seule source. N'hésitez pas à modifier cet article pour améliorer sa vérifiabilité en apportant de nouvelles références dans des notes de bas de page. (Marqué depuis mars 2024)
- Certaines informations devraient être mieux reliées aux sources mentionnées dans la bibliographie ou les liens externes. Améliorez sa vérifiabilité en les associant par des références. (Marqué depuis mars 2024)
- Il ne s’appuie pas, ou pas assez, sur des sources secondaires ou tertiaires. (Marqué depuis mars 2024)

- Archive Wikiwix
- Bing
- Cairn
- DuckDuckGo
- E. Universalis
- Gallica
- Google
- G. Books
- G. News
- G. Scholar
- Persée
- Qwant
- (zh) Baidu
- (ru) Yandex
- (wd) trouver des œuvres sur Wikidata

Pour les articles homonymes, voir Herr.
Michel Herr, né à Bruxelles le 16 février 1949, est un pianiste et compositeur/arrangeur de jazz et de musiques de films belge.

## Biographie
Il s’est produit pendant de nombreuses années avec l'harmoniciste Toots Thielemans. Il l'a accompagné dans le monde entier (Europe, États-Unis, Japon, Afrique).
Michel Herr, à côté de ses activités de sideman, s'est également produit à la tête de divers groupes, du trio au big band, au sein desquels il toujours présenté ses nombreuses compositions. Il reçoit le Prix Sax 89 (B) pour son CD en trio Intuitions.
Il s'est également produit avec le Michel Herr European Quintet avec Bert Joris, Wolfgang Engstfeld, Riccardo Del Fra et Dré Pallemaerts (CD Notes of Life), ainsi qu'Unexpected Encounters, une formule qui rassemble ce quintette et un quatuor à cordes.
Il a dirigé un nonette baptisé « Life Lines » et qui a rassemblé quelques-uns des jazzmen belges les plus cotés.
Il est aussi un compositeur de réputation internationale, tant dans le monde du jazz que dans celui du cinéma et de la télévision. Il est Prix de Composition jazz de Monaco en 1988. Il a écrit pour divers big bands (WDR, NDR, ACT Big Band, Brussels Jazz Orchestra, Metropole Orchestra etc.). Il est l'auteur de musiques pour des téléfilms, des génériques (en Belgique et en France, pour Arte entre autres) et pour le cinéma (Just Friends de Marc-Henri Wajnberg, avec la participation d'Archie Shepp). Il a écrit des arrangements pour de multiples projets, chanteurs, solistes, orchestres, etc.
En 1998, il est élu au Hall of Fame pour l'ensemble de sa carrière par les critiques belges de jazz.
En 2007, il écrit une suite pour l'album Changing Faces du chanteur David Linx, enregistré avec le Brussels Jazz Orchestra.
En 2008, il a sorti avec le Brussels Jazz Orchestra un double album de sa propre musique pour big band, intitulé The Music of Michel Herr (2008).
QUelques autres travaux d'écriture importants, effectués ces dernières années :
En 2010 : l'album "Crush" avec le Metropole Orchestra, avec 6 arrangements sur la musique d'Ivan Paduart (2010)
En 2013 : "Colors of Time" (2012), 13 arrangements sur la musique de Thierry Lang, paroles de David Linx, pour 5 jazzmen, chœur et cordes (Suisse).
Arrangements pour divers solistes pour big band (pour le tromboniste Phil Abraham), pour cordes : pour le saxophoniste Steve Houben et les cordes de 'lEnsemble du Festival Musiq3, pour le saxophoniste Fabrice Alleman et le Philharmonique de Hanoi (Vietnam), etc.
En 2014 : "An American songbook" : 10 arrangements sur de grands standards américains, pour la soprano classique Julie Mossay, 4 jazzmen (le saxophoniste Steve Houben et le trio de la pianiste Nathalie Loriers) et les cordes de l'Orchestre Royal de Wallonie.
Steve Houben et Michel Herr présentent "The Real Sax Section". 5 saxophonistes de jazz et le trio de Nathalie Loriers. Tous les arrangements sont signés par Michel Herr.
En 2016 : arrangements pour le guitariste Philip Catherine et "The String project", album couronné d'un Echo Jazz Award (Allemagne). Arrangements pour big band.
En 2017 : arrangements et compositions pour l'album "Udiverse" du saxophoniste Fabrice Alleman avec orchestre de chambre, et pour l'album "The Black Days Sessions" du bassiste Daniel Romeo.
En 2018 : 3 arrangements pour l'album "We have a dream", avec la chanteuse Tutu Puoane et le Brussels Jazz Orchestra. Nouveaux arrangements et concerts du projet "An American songbook".
En 2019 : sortie de l'album "Michel Herr - Positive / Music for sextet and string quartet" et concerts de ce projet.
En 2022 : album "Ô Celli in America", avec "Duke's magic", un medley sur la musique de Duke Ellington 
Michel Herr a une vaste discographie à son actif, comme pianiste ou arrangeur, tant sous son nom qu'aux côtés de Joe Lovano, Toots Thielemans, Bill Frisell, Archie Shepp, Philip Catherine, Tom Harrell…

## Discographie (sélective)

### En tant que leader ou coleader
- Positive / Music for sextet and string quartet (2019) (Igloo)
- Jazz Olympics (1 plage en tentette, Michel Herr & Life Lines) (2008)
- The Music of Michel Herr (avec le Brussels Jazz Orchestra) (2008)
- A tribute to Belgian Jazz (avec Jack van Poll) (1998) (Fever Music bvba sublabel September)
- Notes of life (1998) (Quintet) (Igloo)
- Just friends (Michel Herr & Archie Shepp) (1993) (bande originale du film) (amc)
- Intuitions (1989) (trio) (Igloo)
- No, Maybe...! Richard Rousselet, Michel Herr, John Ruocco, Jean-Louis Rassinfosse, Félix Simtaine (1985) (Jazz Cats)
- Meet Curtis Lundy & Kenny Washington (Steve Houben & Michel Herr) (1983) (Jazz Cats)
- Short stories (1982) (avec Wolfgang Engstfeld)
- Continuous flow (1980) (Engstfeld / Herr / Danielsson / Lowe) (Mood Records)
- Good buddies (1979) (avec Bill Frisell) (EMI Belgium)
- Perspective - Musique Contemporaine~Pop~Jazz (1978) (avec Wolfgang Engstfeld) (Selection Records)
- Ouverture éclair (1977) (Michel Herr Trio)
- Solis Lacus (1975)

### En tant que sideman, pianiste, compositeur, arrangeur (une sélection)
- O Celli in America (8 cellistes, arrangeur d'un medley Ellington) (2022)
- The black days sessions (Daniel Romeo, arrangeur) (2020)
- We have a dream (Tutu Puoane & Brussels Jazz Orchestra/ Arrangeur) (2018)
- Udiverse (Fabrice Alleman & Chamber Orchestra/ Arrangeur/compositeur) (2017)
- The String Project (Philip Catherine/arrangeur) (2016) Echo Jazz Award 2016
- Colors of Time (Thierry Lang & David Linx/arrangeur) (2013)
- Crush (Ivan Paduart/Metropole Orchestra/arrangeur) (2010)
- Let me hear a simple song (Radoni's Tribe/arrangeur) (2009)
- Jazz Olympics (arr. 1 plage avec David Linx / Brussels Jazz Orchestra) (2008)
- Changing faces (arr. 1 plage avec David Linx / Brussels Jazz Orchestra) (2007)
- Sides of life (Fabrice Alleman) (2004)
- Restless (Jean-Pierre Catoul / Peter Hertmans) (1999)
- The live takes (Toots Thielemans) (1999)
- En public (Phil Abraham Quartet) (1997)
- L'affaire (Vladimir Cosma/Toots Thielemans) musique de film (1984)
- Loop the loop (Fabrice Alleman Quartet) (1993)
- Take it from the top (Denise Jannah) (1991)
- Bim bim (Bruno Castellucci) (1987)
- Extremes (Act Big Band and guests) (1987)
- Solid steps (Joe Lovano) (1986)
- Transparence (Philip Catherine) (1986)
- Sweet seventina (Bert Joris) (1985)
- Soon spring (John Ruocco) (1983)
- Steve Houben + strings (1982)
- Act Big Band (1981)
- Remembering Bobby Jaspar and Rene Thomas (Saxo 1000) (1980)
- Dom Rocket (Gijs Hendriks Quartet) (1979)
- Live in Solothurn (Zbigniew Seifert Variospheres) (1976, paru en 2017)

etc...

## Filmographie

### En tant que compositeur/arrangeur pour le cinéma et la télévision
- Le Scoop (Jean-Louis Colmant) (1977) (TV)
- La Mésaventure (Freddy Charles) (1980) (TV)
- Les Fugitifs (Freddy Charles) (1981) (TV)
- San Francisco (Freddy Charles) (1982) (TV)
- Les Magiciens du mercredi (Freddy Charles) (1984) (TV)
- Just Friends (Marc-Henri Wajnberg) (1993)
- Éclats de famille (Didier Grousset) (1994) (TV)
- Les Monos / Le responsable (Didier Grousset) (1999) (TV)
- Le Coup du lapin (Didier Grousset) (2000) (TV)
- Odette Toulemonde (Éric-Emmanuel Schmitt) (Nicola Piovani) (arrangeur/orchestrateur de chansons de Joséphine Baker) (2007)
- Un crime très populaire (Didier Grousset) (2007) (TV)